# Karen Dierickx
Karen Dierickx (Beveren, 1975) is een Belgische schrijfster die bekend is geworden door haar historische (jeugd)romans.

## Leven
Karen Dierickx schreef al verhalen toen ze zes jaar oud was. Ze studeerde voor licentiaat (master) vertaler-tolk Nederlands-Engels-Spaans, en volgde een aanvullende opleiding in de Internationale Politieke en Samenwerking en de lerarenopleiding.

## Werken
Ze begon met Vlaamse Filmpjes, kortverhalen voor tien- à twaalfjarigen van Uitgeverij Averbode. In 2003 won ze de John Flandersprijs voor het beste Vlaamse Filmpje met Naar Europa. In 2010 verscheen haar eerste roman, Een teken van leven. Later volgden De mooiste zomer van mijn leven, Wat niemand weet, De Grote Verliezer, Halve Helden, Over de liefde enzo, De geesten van Ter Welle en De wondere historie van Judocus Vijd en het Lam Gods, een samenwerking met Inge Misschaert. In november 2023 verscheen een literaire biografie van Judith, de eerste gravin van Vlaanderen. 
Karen Dierickx werkte ook vier jaar lang mee aan de blog Beveren Bezet, en ze schreef verschillende scenario's voor muziektheater, dansvoorstellingen en podcasts.
Ze schrijft ook voor educatieve uitgeverijen en heeft ook al verhalen geschreven voor OKAN.

## Bekroningen en nominaties
- John Flandersprijs voor Naar Europa
- Shortlist Lavki-prijs voor De Grote Verliezer
- Longlist Thea Beckman-prijs voor De Grote Verliezer en Wat niemand weet
- Prijs van de Kinder- en Jeugdjury Vlaanderen voor De Grote Verliezer
- Shortlist Wase Erfgoedprijs voor De geesten van Ter Welle